# Округ Сидар (Мисури)
Сидар (енгл. Cedar County) је округ у америчкој савезној држави Мисури.

## Демографија
По попису из 2010. године број становника је 13.982, што је 249 (1,8%) становника више него 2000. године.
| Група             | 2000.          | 2010.          |
| Белци             | 13.180 (96,0%) | 13.432 (96,1%) |
| Афроамериканци    | 44 (0,3%)      | 14 (0,1%)      |
| Азијати           | 63 (0,5%)      | 44 (0,3%)      |
| Хиспаноамериканци | 153 (1,1%)     | 204 (1,5%)     |
| Укупно            | 13.733         | 13.982         |